# هانا ولان
هانا ولان (به انگلیسی: Hannah Whelan) ژیمناست زادهٔ ۱ ژوئیهٔ ۱۹۹۲ میلادی اهل کشور بریتانیا است.